# S. W. R. D. Bandaranaike

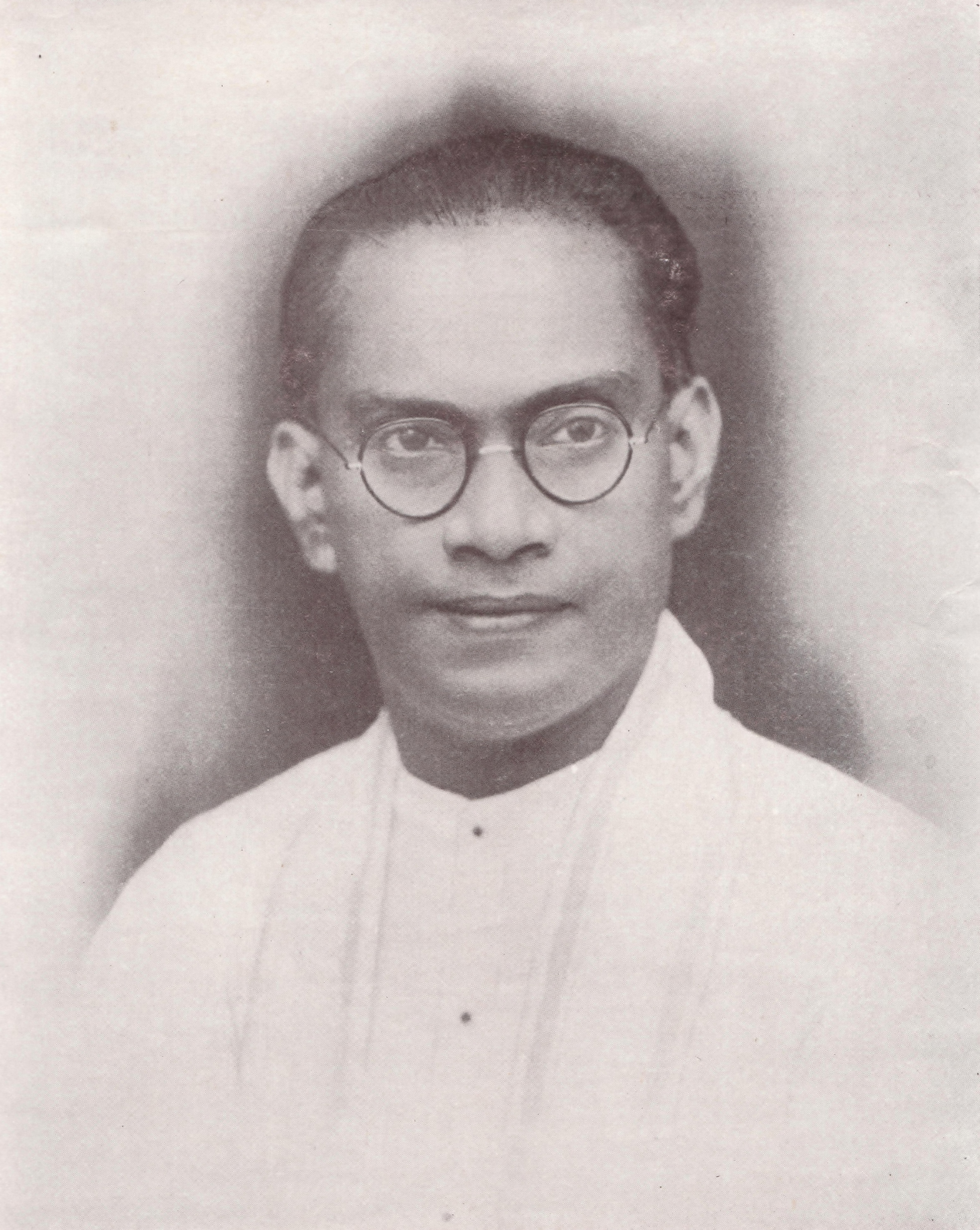
S. W. R. D. Bandaranaike

 Solomon West Ridgeway Dias Bandaranaike (* 8. Januar 1899 in Colombo; † 26. September 1959 ebenda), allgemein bekannt als S. W. R. D. Bandaranaike, war von 1956 bis zu seiner Ermordung 1959 Premierminister von Ceylon, dem heutigen Sri Lanka.

## Biografie
Er wurde am 8. Januar 1899 geboren. Sein Vater Sir Don Solomon Dias Bandaranaike und seine Mutter Lady Eslin Daisy Obeysekera stammten aus Horagolla in Attanagalle. Der Vater war Berater des Gouverneurs von Britisch-Ceylon.
Das Thurstan College in Colombo schloss er mit Auszeichnung und dem drittbesten Cambridge-Examen im gesamten Britischen Empire ab. 1919 ging er nach England und ließ sich an der Universität Oxford zum Rechtsanwalt ausbilden.
Nach seiner Rückkehr nach Ceylon stieg er in die Politik ein und wurde Mitglied der Progressive National Party. 1927 wurde er in den Stadtrat von Colombo gewählt. 1931 wurde er in den Staatsrat gewählt. Von 1936 bis 1947 hatte er im Staatsrat das Ministeramt für Lokale Regierungen. Damit hatte er den Vorsitz über Ceylons lokales Regierungssystem. 1937 etablierte er die „Sinhala Maha Sabha“, einen Rat zur Förderung der singhalesischen Kultur.
1940 heiratete er Sirimavo Ratwatte, die Tochter eines Landbesitzers. Die Ehe wurde zwischen den Familien arrangiert. Er sah seine Frau zum ersten Mal am Morgen vor der Hochzeit.
Im Jahre 1947 wurde er in das Repräsentantenhaus gewählt und zum Minister für Gesundheit und Lokale Regierungen ernannt. 1951 trat er von seinen Ämtern zurück, verließ die United National Party (UNP) und gründete die Sri Lanka Freedom Party (SLFP), mit der er nach den Wahlen von 1952 Oppositionsführer wurde. Zielsetzung seiner Partei war die Abkehr von der englisch ausgerichteten UNP-Politik hin zu einem singhalesisch buddhistischen Nationalismus sozialistischer Prägung. Die SLFP schloss sich zu den Wahlen von 1956 mit drei weiteren Parteien zum Parteienbündnis Mahajana Eksath Peramuna (MEP, People’s United Front) zusammen und gewann die Mehrheit. Am 12. April 1956 wurde S. W. R. D. Bandaranaike Premierminister. Seine Wähler waren insbesondere die vielen Singhalesen der ländlichen Gebiete und die buddhistischen Mönche.
Bandaranaike ersetzte die Amtssprache Englisch durch Sinhala. Mit diesem sogenannten „Sinhala Only Law“ brüskierte er die tamilische Minderheit im Norden und Osten des Landes. Der Unabhängigkeitstag am 4. Februar wurde von der Tamilenpartei Illankai Tamil Arasu Kachchi (ITAK) seitdem zum Nationalen Trauertag umerklärt. Aus Protest gegen das „Sinhala Only Law“ werden an diesem Tag alljährlich im Norden und Osten des Landes schwarze Fahnen aufgezogen.
Auf Initiative zweier ITAK-Abgeordneter ging Bandaranaike mit dem „Prevention of Social Disabilities Act of 1957“ gegen das Kastenwesen vor. So erhielten nun auch die Unberührbaren Zutritt in hinduistische Tempel und in Berufe, die ihnen vorher verwehrt waren.
Im Oktober und November 1957 wurden auf sein Drängen hin die britischen Luftwaffenbasen in Katunayake und China Bay und die Flottenbasis in Trincomalee an Ceylon zurückgegeben. Die Briten verließen das Land. Dadurch verloren tausende Tamilen ihre Arbeit auf den Militärbasen.
Ebenfalls 1957 wurde eine Kommission ins Leben gerufen, die Vorschläge unterbreiten sollte, wie der Buddhismus seine dominierende Rolle im Land ausbauen solle.
Als Ende 1957 der Osten Ceylons von einer verheerenden Flutkatastrophe mit vielen Toten betroffen war, besuchte er die Gebiete und versprach den durch die Flut obdachlos gewordenen Opfern schnelle Hilfe.
In der Außenpolitik verfolgte er einen neutralen Kurs mit Annäherung an die blockfreien Staaten. Er nahm diplomatische Beziehungen mit China und der Sowjetunion auf und versicherte gleichzeitig, dass seine Politik nicht gegen den Westen gerichtet sei.
1958 wurden alle privaten Busgesellschaften und privaten Lebensversicherungen verstaatlicht. 1959 folgte der Hafen von Colombo. 1958 wurde ein 10-Jahresplan zur wirtschaftlichen Entwicklung des Landes veröffentlicht. Der industrielle Aufbau erhielt oberste Priorität.
Im Mai 1958 kam es zu Ausschreitungen gegen die tamilische Minderheit. Tamilische Wohnhäuser und Geschäfte wurden von singhalesischen Nationalisten zerstört und über 1000 Tamilen wurden getötet und noch mehr vertrieben. S. W. R. D. Bandaranaike unterschätzte zu Beginn der Rassenunruhen deren Ausmaß. Erst als die Situation völlig außer Kontrolle geriet, wurde der Ausnahmezustand verhängt und das Militär konnte die Polizeikräfte erfolgreich unterstützen. Die Opfer sind bis heute nicht von der Regierung entschädigt worden. In den tamilischen Nord- und Ostprovinzen wurden von ihm Militärregierungen eingesetzt und die ITAK-Parlamentarier wurden verhaftet. Ihnen wurde vorgeworfen, infolge der Unruhen einen Sturz der Regierung und die Errichtung eines unabhängigen Tamilenstaates im Norden und Osten der Insel geplant zu haben.
Während die ITAK-Parlamentarier noch in Haft waren, wurde im Parlament die „Tamil Language Special Provision Bill“ diskutiert und am 14. August 1958 verabschiedet. Das Angebot von S. W. R. D. Bandaranaike an die ITAK-Parlamentarier, unter Polizeigeleit an der Debatte teilzunehmen, lehnten diese ab. Sie wollten nur als freie Bürger an der Sitzung teilnehmen. Das Gesetz erlaubte dem Ministerpräsidenten, Regelungen zum Gebrauch der tamilischen Sprache in den Nord- und Ostprovinzen zu treffen, und war eine politische Geste, um die Tamilen zu beruhigen. Im Oktober wurden die inhaftierten und arrestierten ITAK-Parlamentarier freigelassen.
1958 wurde mit dem Landwirtschaftsminister Philip Gunawardene der „Paddy Lands Act“ in Kraft gesetzt. Er gab den kleinen Landpächtern mehr Rechte und Sicherheiten gegenüber den Landbesitzern.
1959 wurde das Wahlrecht geändert. Das Wähleralter wurde von 21 auf 18 Jahre herabgesetzt.
Der „Paddy Lands Act“ verursachte eine starke Opposition innerhalb der Regierung. Am 18. Mai 1959 trat Gunawardene zurück und wechselte zur Opposition. Die SLFP verlor damit die Mehrheit im Parlament. Bandaranaike bildete eine neue Parteienkoalition und stellte am 9. Juni sein zweites Kabinett vor.
Am 25. September 1959 wurde Bandaranaike von einem buddhistischen Mönch namens Talduwe Somarama Thero auf der Veranda seines Hauses vor den Augen mehrerer Personen niedergeschossen. Mit letzter Kraft konnte er dem Attentäter die Waffe entreißen, um diesen daran zu hindern, vielleicht auch noch seine Frau zu töten. Am folgenden Tag starb er.
Einen Monat vor dem Attentat war bereits der Kabinettsführer C. P. Silva nach dem Genuss eines vergifteten Glases Milch, das höchstwahrscheinlich für Bandaranaike bestimmt war, schwer erkrankt nach London zur medizinischen Behandlung ausgeflogen worden. Einige Politiker, darunter auch Regierungsmitglieder, gerieten unter den Verdacht, das Attentat auf S. W. R. D. Bandaranaike geplant und den Attentäter angestiftet zu haben. Später kamen sieben Personen vor Gericht, drei von ihnen wurden von der Jury für schuldig befunden.
Für eine Übergangszeit von sechs Monaten wurde Vijayananda Dahanayake Premierminister. Wegen einer Krise in der Regierungskoalition wurde eine Neuwahl angesetzt; sie fand am 19. März 1960 statt.
Nach dieser Wahl wurde Dudley Shelton Senanayake zum Premierminister gewählt. Es gelang ihm nicht, eine stabile Regierung zu bilden. Am 21. Juni 1960 wurde Sirimavo Bandaranaike, Bandaranaikes Witwe nach dieser Wahl zur Premierministerin gewählt. Sie bekleidete dieses Amt bis zum 25. März 1965.
Das Ehepaar hatte zwei Töchter Chandrika Bandaranaike Kumaratunga (* 1945) und Sunetra Bandaranaike sowie einen Sohn Anura Bandaranaike (1949–2008).